# Santa Famiglia di Nazareth a Centocelle (titre cardinalice)
Le titre cardinalice de Santa Famiglia di Nazareth a Centocelle (Sainte Marie-Madeleine du Champ de Mars) est érigé par le pape François le 7 décembre 2024) et rattaché à l'église homonyme.

## Titulaires
- Luis Cabrera Herrera (depuis 2024)